# Grünliberale Fraktion der Bundesversammlung
Die Grünliberale Fraktion der Bundesversammlung (GL) / Groupe vert-libéral l’Assemblée fédérale (GL) / Gruppo verde liberale l’Assemblea federale (GL) ist die seit 2011 bestehende Parlamentsfraktion der Grünliberalen Partei (GLP) in der Schweizerischen Bundesversammlung. Im Parlamentsbetrieb trägt die Fraktion die Abkürzung GL.

## Fraktion
Der Grünliberalen Fraktion gehören seit den Eidgenössischen Wahlen 2023 zehn Nationalräte und eine Ständerätin an. Im Januar 2025 wechselte ein Mitglied des Nationalrates von der FDP-Liberalen Fraktion zur Fraktion der GLP. Fraktionspräsidentin ist seit Dezember 2023 Corina Gredig. Zuvor war seit Entstehung der Fraktion 2011 Tiana Angelina Moser (ZH) Fraktionspräsidentin.

## Zusammensetzung
| Legislatur | Jahre     | Mitglieder | Ständerat | Nationalrat | Stimmenanteil NR |
| 49.        | 2011–2015 | 14         | 2         | 12          | 5.4 %            |
| 50.        | 2015–2019 | 07         | –         | 07          | 4.6 %            |
| 51.        | 2019–2023 | 16         | –         | 16          | 7.8 %            |
| 52.        | 2023–2027 | 12         | 1         | 11          | 7.6 %            |